# アスアド・ビン・ターリク・アール・サイード

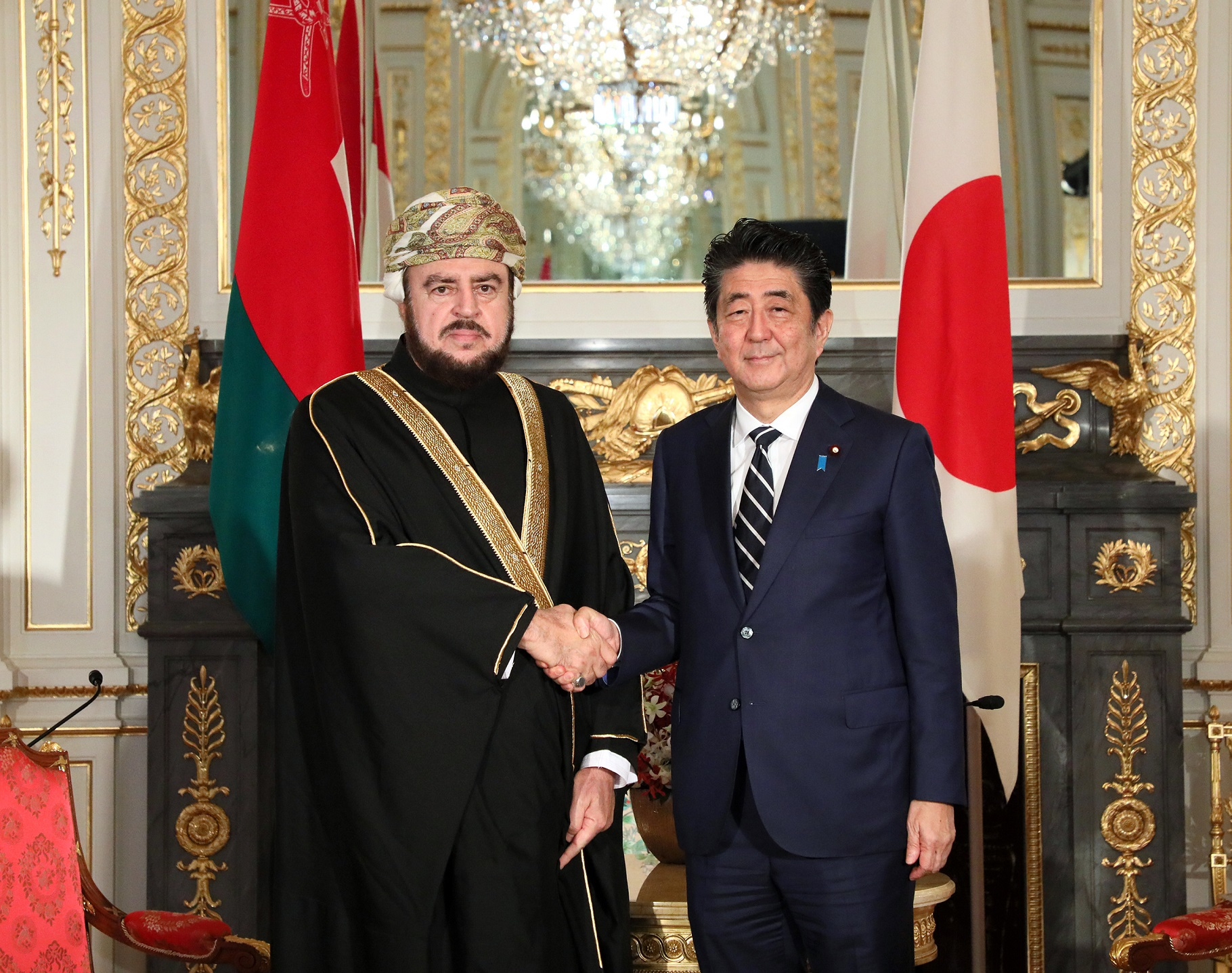
安倍晋三首相と撮影（2019年、即位礼正殿の儀）

アスアド・ビン・ターリク・アール・サイード（アラビア語: أسعد بن طارق آل سعيد, Asad bin Tariq al-Said, 1954年6月20日 - ）は、
オマーンの王族、政治家。前国王カーブースの従弟、現国王ハイサムの異母兄にあたる。

## 経歴
英国のサンドハースト王立陸軍士官学校、ロンドン大学キングス・カレッジで学んだ。帰国後はオマーン軍で軍歴を重ね、機甲部隊司令官となる。1993年より政界入りした。
2002年にカーブースより国王代理、2017年に国際関係・協力担当副首相兼国王特別代理に任命された。2019年10月には天皇徳仁の即位礼正殿の儀にオマーン代表として参列し、安倍晋三首相とも会談している。
2020年1月10日、前国王カーブースが崩御。実子のいない前国王は生前に後継者を公表していなかったが、これまでは序列3位の副首相であるアスアドが有力視されていた（首相は国王が兼務、もう一人の副首相は前国王世代で傍系）。しかし、遺言において後継者にアスアドの異母弟ハイサムが指名され、翌11日に王位を継承した。新国王ハイサムはアスアドを留任させ、同14日に中東諸国歴訪中の安倍晋三首相と国王特別代理として再び会談した。